# Denmark Township (comté de Lee, Iowa)
Pour l’article homonyme, voir Denmark Township (comté d'Emmet, Iowa).
Denmark Township est un township du comté de Lee en Iowa, aux États-Unis,.
Il est fondé en 1841.

## Source de la traduction
- (en) Cet article est partiellement ou en totalité issu de l’article de Wikipédia en anglais intitulé « Denmark Township, Lee County, Iowa » (voir la liste des auteurs).